# Чиняиха (деревня)
Чиняиха — деревня в Купинском районе Новосибирской области России. Входила в состав Яркульского сельсовета. Упразднена в 1975 году.

## География
Располагалась на одноимённом острове на озере Чаны, в 15 км к северо-востоку от центра сельского поселения села Яркуль.

## История
В 1928 году деревня Чиняева состояла из 51 хозяйства. В административном отношении являлась центром Чиняевского сельсовета Казанского района Барабинского округа Сибирского края.
В годы коллективизации в деревне был образован рыбколхоз «Красный рыбак». В 1959 году колхоз был объединён с рыбколхоза имени Шмидта деревни Тюменка. 17 февраля 1975 года Облисполком принял решение об исключении из учётных данных деревни Чиняиха.

## Население
В 1926 году в деревне проживало 302 человека (146 мужчин и 156 женщин), основное население — русские.